# 三ツ橋敬子
三ツ橋 敬子（みつはし けいこ、1980年4月15日 - ）は、日本の女性指揮者。KAJIMOTO所属。

## 来歴
東京都江東区砂町出身。5歳からヤマハ音楽教室にてピアノ・作曲・ソルフェージュを学ぶ。中学生のときに合唱団を指揮して指揮者として音楽をつくることの魅力に開眼し、16歳から本格的に指揮の勉強を始める。
東京芸術大学音楽学部指揮科卒、東京芸術大学大学院音楽研究科指揮専攻修了。特別奨学生としてイタリア・キジアーナ音楽院、ロームミュージックファンデーション奨学生としてオーストリア・ウィーン国立音楽大学へ留学。指揮法を高階正光、小澤征爾、東京芸術大学で小林研一郎、松尾葉子、佐藤功太郎、キジアーナ音楽院でジャンルイジ・ジェルメッティ、ウィーン国立音楽大学で湯浅勇治、マーク・ストリンガーらに師事。
第10回アントニオ・ペドロッティ国際指揮者コンクール（2008年）で史上最年少、女性指揮者として初となる第1位、聴衆賞、アントニオ・ペドロッティ協会賞のトリプル受賞。
アルトゥーロ・トスカニーニ国際指揮者コンクール（2010年）で女性指揮者として初となる第2位と聴衆賞をダブル受賞。
小澤征爾音楽塾、サイトウ・キネン・フェスティバル松本で小澤の助手を務め、2011年の小澤征爾音楽塾特別演奏会では腰痛のため降板した小澤に代わり指揮代役を務めた。
2009年にはNewsweek Japan誌にて「世界が尊敬する日本人100人」に選出され、2011年にはTBS系列MBSドキュメンタリー番組「情熱大陸」にも取り上げられた。
クラシック音楽から現代音楽まで幅広い演目を持ち、ミラノ・ジュゼッペ・ヴェルディ交響楽団、トスカーナ管弦楽団、プラハ放送交響楽団、スロヴァキア・フィルハーモニー管弦楽団、ソフィア音楽祭交響楽団、日本フィルハーモニー交響楽団、東京都交響楽団、東京シティ・フィルハーモニック管弦楽団、群馬交響楽団、新日本フィルハーモニー交響楽団、東京フィルハーモニー交響楽団、札幌交響楽団、京都市交響楽団、日本センチュリー交響楽団、大阪交響楽団、大阪フィルハーモニー交響楽団、兵庫芸術文化センター管弦楽団、オーケストラ・アンサンブル金沢、仙台フィルハーモニー管弦楽団などのオーケストラと共演。
2016年8月、サントリー芸術財団主催によるサマーフェスティバル「サントリーホール30周年記念 国際作曲委嘱作品再演シリーズ」では、「武満徹：ジェモー（双子座）」を指揮し成功に導いた。